# San Carlos Norte
San Carlos Norte é uma comuna da província de Santa Fé, na Argentina.